# Requena kerla
Requena kerla är en insektsart som beskrevs av Rentz, D.C.F. 2001. Requena kerla ingår i släktet Requena och familjen vårtbitare. Inga underarter finns listade i Catalogue of Life.